# Maria Lúcia Dahl
Pour les articles homonymes, voir Dahl.
Maria Lúcia Dahl, née le 20 juillet 1941 à Rio de Janeiro et morte le 16 juin 2022 dans la même ville, est une actrice brésilienne.

## Biographie
Maria Lúcia Dahl tient son nom d'actrice de son premier mariage avec le cinéaste Gustavo Dahl. Elle est mariée à Mark Medeiros avec qui elle a eu une fille,  l'actrice Joan Medeiros.

## Filmographie
- 1960 Bahia de Todos os Santos
- 1967 Cara a Cara : l'amie
- 1967 O Levante das Saias : Toninha
- 1967 Mar Corrente : l'actrice
- 1969 Macunaïma de Joaquim Pedro de Andrade : Iara
- 1969 Pobre Príncipe Encantado : Débora
- 1969 Le brave guerillero (O Bravo Guerreiro) : Clara Horta
- 1970 A Grande Cidade
- 1970 Menino de Engenho : Maria Lúcia
- 1974 Motel d'Alcino Diniz
- 1974 Um homem Célèbre
- 1974 O Marido Virgem
- 1974 O Espigão : Renata
- 1975 Deixa, Amorzinho... Deixa : Maria
- 1975 Ipanema, Adeus
- 1975 Gabriela : Jandaia
- 1976 Gordos e Magros
- 1976 Tem Alguém na Minha Cama
- 1976 Guerra Conjugal : Lúcia
- 1977 Gente Fina É Outra Coisa
- 1977 Revólver de Brinquedo
- 1977 Noite em Chamas
- 1977 A Árvore dos Sexos
- 1977 Espelho Mágico : Paula
- 1978 Os Sensuais : Crônica de Uma Família Pequeno-Burguesa
- 1978 O Bom Marido : Malu
- 1978 Ciranda, Cirandinha : l'amie de Júlio
- 1978 Dancin' Days : Maria Lúcia
- 1979 Eu Matei Lúcio Flávio
- 1979 Os Noivos
- 1979 Terror e Êxtase
- 1980 O Gosto do Pecado : Regina
- 1980 Giselle de Victor di Mello : Haydée
- 1981 Mulher Objeto : Maruska
- 1981 Fruto do Amor
- 1981 Eu Te Amo d'Arnaldo Jabor
- 1982 Chico Anysio Show : Dondoca
- 1983 Idolatrada
- 1983 Voltei pra Você
- 1986 Anos Dourados : Abigail
- 1987 Bambolê : Hermínia
- 1988 O Primo Basílio : Jojó
- 1988 Olho por Olho
- 1991 O Fantasma da Ópera : Yolanda Lacerda
- 1992 Anos Rebeldes : Yone
- 1994 Regarde cette chanson (Veja Esta Canção) de Carlos Diegues
- 1996 Quem Matou Pixote? : actrice de TV
- 1996 Salsa e Merengue : Laís
- 1998 Tour de Babel (Torre de Babel) : Cecilia
- 2000 A Terceira Morte de Joaquim Bolívar
- 2002 Histórias do Olhar : Aparecida
- 2005 Mais Uma Vez Amor : Sra. Alvarez